# Libellule s'évade
Libellule s'évade est la première histoire de la série Gil Jourdan de Maurice Tillieux. Elle est publiée pour la première fois du no 962 au no 988 du journal Spirou. Puis est publiée sous forme d'album en 1959.

## Univers

### Synopsis

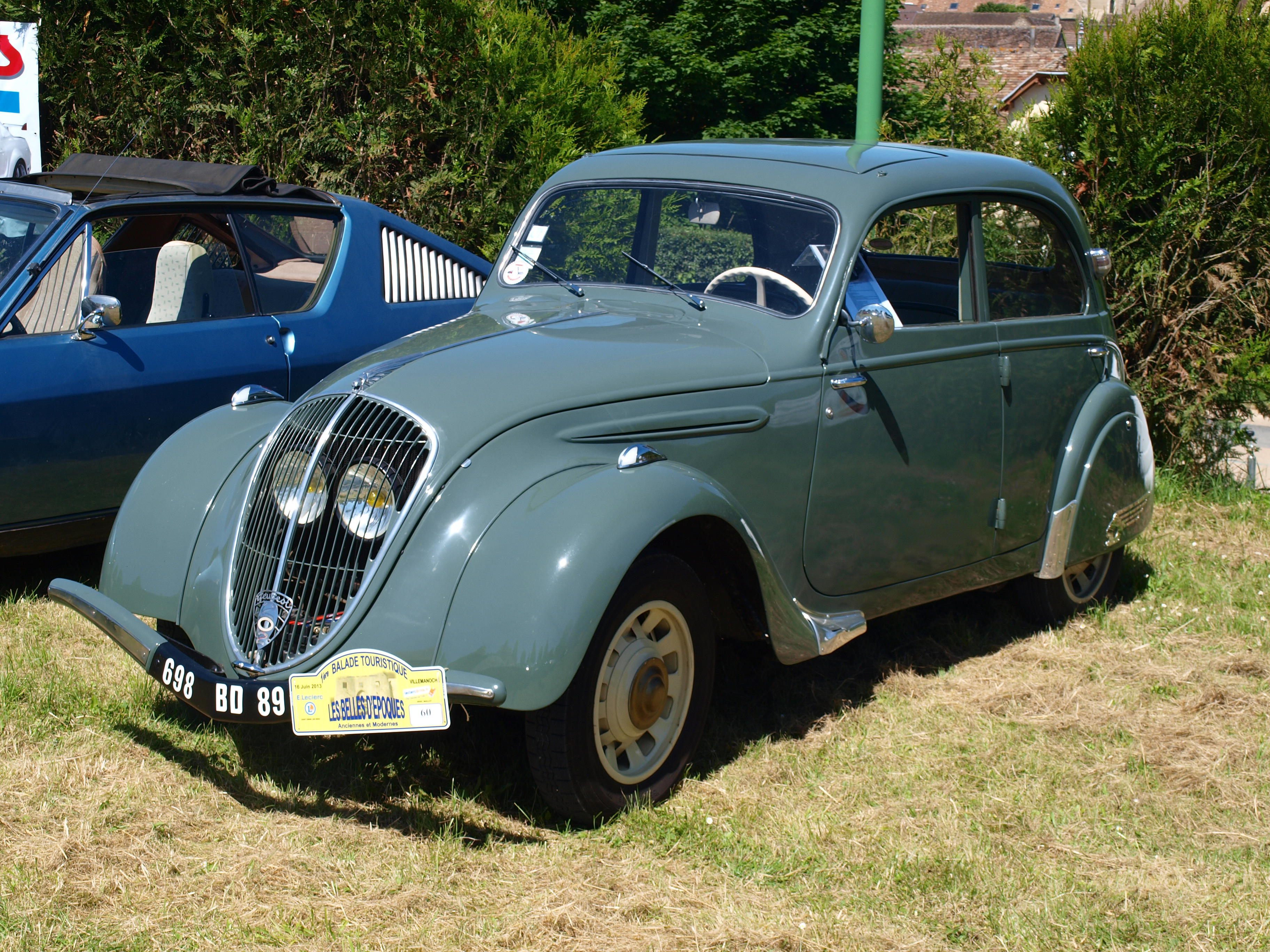
Jourdan fait évader Libellule à bord d'une Peugeot 202.

Détective privé débutant, Gil Jourdan veut faire sa publicité en s'en prenant aux trafiquants qui introduisent la popaïne en France. Souhaitant mettre la main sur leurs livres de comptabilité, il commence par faire évader le cambrioleur Libellule, dont il envisage d’utiliser les compétences.
Jourdan surveille un certain Nello Malabarte, revenu en France depuis neuf mois, c’est-à-dire depuis qu’on a commencé à y consommer de la popaïne. La filature conduit Jourdan et Libellule à Marseille, où Malabarte doit embarquer sur le Volturno, bateau qui se rend à Gênes.
Mais l’inspecteur Crouton — à qui Jourdan a arraché Libellule — se dispose à embarquer sur ce même bateau pour surveiller, lui aussi, Malabarte. Crouton vient en effet d’être chargé de prendre contact avec la police de Gênes, afin d'établir un plan commun de lutte contre le trafic de popaïne.
Sur le quai, Jourdan et Libellule assomment Crouton, et le fourrent dans un sac de pommes de terre qui, malheureusement, est embarqué sur le Volturno.
À bord, Crouton parvient à se faire libérer et finit par se trouver nez à nez avec son évadé. Au terme d’une course-poursuite, Jourdan réussit à convaincre le commandant que Crouton est fou. Libellule ayant pris soin de lui voler ses papiers, Crouton est enfermé, mais, à Gênes, parvient à se justifier auprès de ses confrères italiens.
De leur côté, Jourdan et Libellule reprennent la filature de Malabarte. Elle mène hors de la ville, jusque dans une raffinerie abandonnée, où Malabarte retrouve ses fournisseurs. Là, Jourdan découvre des malles diplomatiques qui permettent à la popaïne de franchir la frontière.
Repéré, capturé par les trafiquants (qui ne soupçonnent pas la présence de Libellule), Jourdan est assommé, avant d'être jeté à la mer dans une voiture. Il parvient à s’extraire et se fait hisser sur un rocher par Libellule.
Mais il n’a plus le moindre papier d’identité. Et les malles vont arriver à Paris avant eux. Aussi Jourdan décide d’abattre sa « carte de réserve », son employée, Queue-de-Cerise : « C'est elle qui frappera les trois coups de la seconde manche. »
Laquelle manche est racontée dans Popaïne et vieux tableaux.

### Personnages
- Gil Jourdan
- André Papignolles, dit "Libellule"[1]
- Jules Annibal Crouton
- Queue-de-Cerise
- Nello Malabarte

### Voitures remarquées

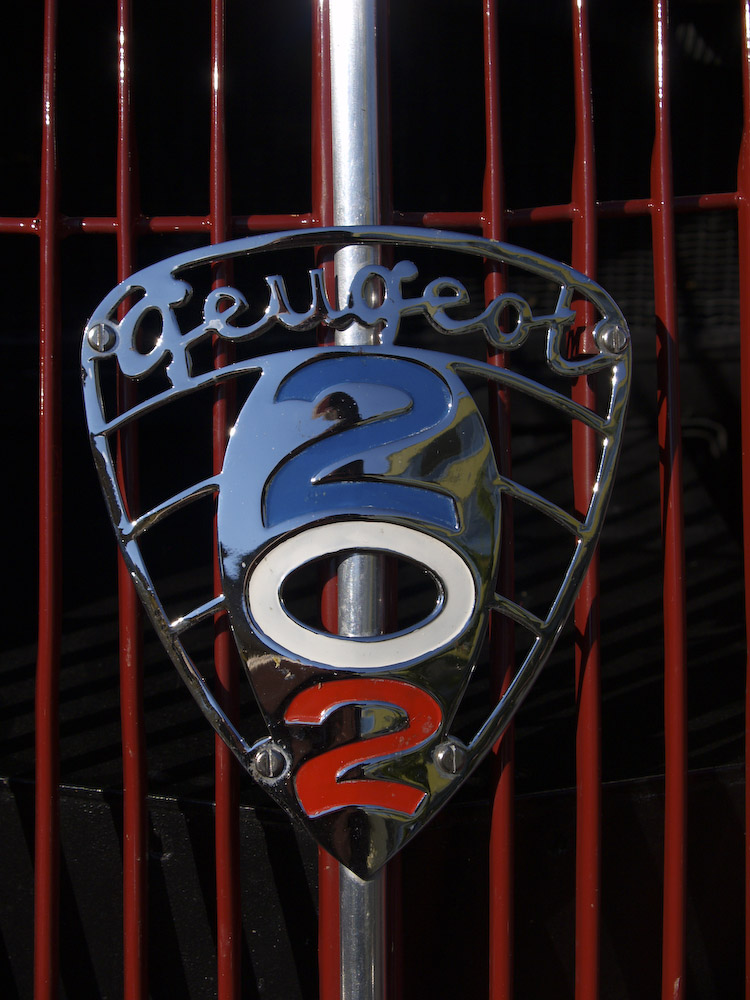
La Peugeot 202 permet à Libellule de s'évader.

- Peugeot 202[2] (conduite par Gil Jourdan)
- Fiat 508 Balilla (conduite par Malabarte qui, dans l'épisode suivant[3] la cite comme une vieilleTopolino)

### Réplique
Crouton est tombé dans un tonneau de goudron en courant après Libellule. Le lendemain, il doit affronter le commissaire principal Sanpoil :
- Sanpoil : "Maintenant dites-moi d'où sort cette note de frais ridicule de vingt kilos de beurre ??"
- Crouton : "C'était... pour... pour enlever le goudron, chef !!
- Sanpoil : "Vingt kilos de beurre sur un crouton !! Pouah !! C'est du gaspillage !!"[4]

### Acrobaties scénaristiques
- La scène d'ouverture (planches 1 à 4), expliquant l'évasion de Libellule est particulièrement invraisemblable. Extraire un prisonnier de sa maison d'arrêt à la manière d'une promenade d'aération et non en fourgon cellulaire témoigne déjà d'une désinvolture insouciante, mais embarquer sur un taxi (celui de Jourdan) qui était précisément à l'affût de cette improbable opportunité est encore moins concevable.
- Immersion de Jourdan dans la "Topolino" (Balilla Fiat) (planches 43B et 44A) : la voiture est supposée hermétiquement fermée (dixit Jourdan case D1, planche 43B) et pourtant elle coule à pic, comme si les portières ou les vitres étaient ouvertes.

## Historique
La première apparition des trois personnages principaux se fait le 20 septembre 1956, dans le journal  Spirou n° 962, où débute la prépublication de cet épisode. Laquelle s'achève le 21 mars 1957, dans le n° 988.
En 1963, Tillieux donne une courte histoire burlesque (La Poursuite, 12 planches) dont le piteux héros est Crouton. Elle raconte comment Libellule a été arrêté. La péripétie est donc antérieure à l’histoire de Libellule s'évade. On trouve aujourd’hui La Poursuite en ouverture du volume 1 de Tout Gil Jourdan où, respectant la chronologie de la fiction, elle précède Libellule s’évade.
Libellule s’évade est le premier épisode d’une aventure qui se poursuit dans Popaïne et vieux tableaux. Ces deux albums sont interdits en France jusqu’en 1971, pour outrage à la police française à travers le personnage de l’inspecteur Crouton[réf. nécessaire].
Tout au long de Libellule s'évade, les scénario et dessin sont de Maurice Tillieux.

## Publication

### Revues
Les planches de Libellule s'évade furent publiées dans le journal Spirou entre le 20 septembre 1956 et le 21 mars 1957 (n°962 à 988). L'histoire fut rééditée dans le même journal en 2006 (n°3571 à 3578).

### Album
Le premier album fut publié aux Éditions Dupuis en 1959 (dépôt légal 01/1959). Libellule s'évade est le troisième titre de la série Gag de Poche, également aux Éditions Dupuis. On retrouve cette histoire dans Premières aventures, le tome 1 de la série Tout Gil Jourdan (Dupuis - 1985), ainsi que dans le tome 1 de la série Gil Jourdan - L'intégrale (Dupuis - 2009).